# Adrián Campos
Adrián Campos Suñer (Alcira (Valencia), 17 juni 1960 - aldaar, 27 januari 2021) was een Formule 1-coureur uit Spanje. Hij reed 21 races voor het team van Minardi. Hij werd gediskwalificeerd in zijn allereerst race maar maakte uiteindelijk zijn debuut in Brazilië in 1987.

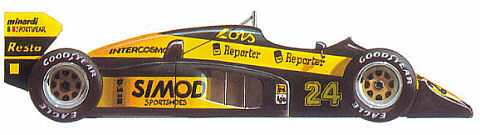
M187 Minardi

Hij finishte slechts twee van zijn 21 races. Hij werd eenmaal gediskwalificeerd omdat hij de verkeerde startpapieren had. Hij wist zich de laatste drie grandprix niet te kwalificeren en werd daardoor vervangen door Pierluigi Martini. Na de Formule 1 werd hij manager van diverse coureurs waaronder Fernando Alonso en Marc Gené. Hij had ook een team in de GP2 Series, Campos GrandPrix.

## Formule 1 team
Vanaf 2010 was het de bedoeling dat Campos deel zou nemen aan het wereldkampioenschap Formule 1 met zijn team Campos Meta 1. Nog voor het seizoen begon verkocht hij zijn aandeel in het team aan zijn zakenpartner die het omdoopte in Hispania Racing Team.